# Turkiets bidrag i Eurovision Song Contest

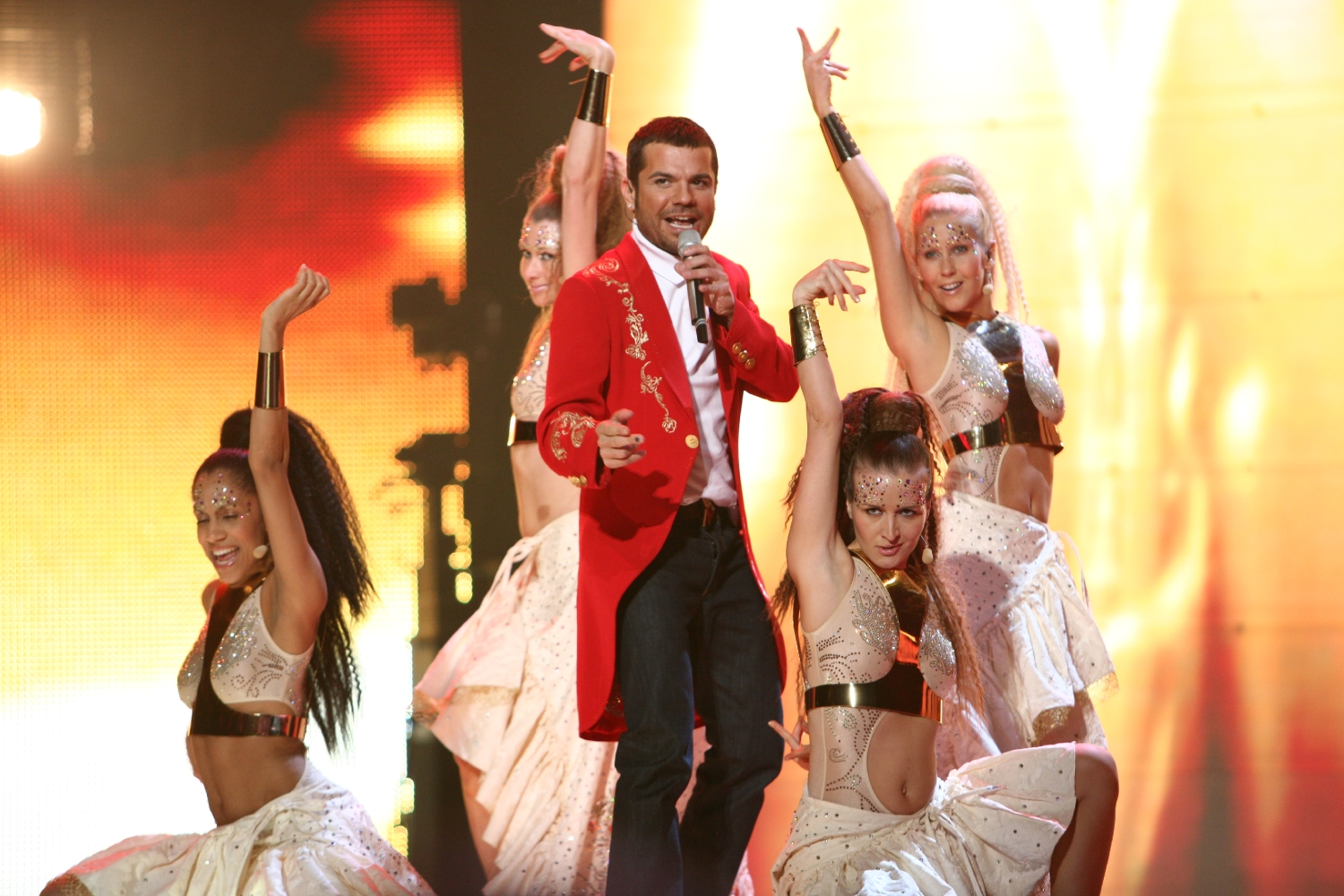
Kenan Doğulu i Helsingfors 2007.

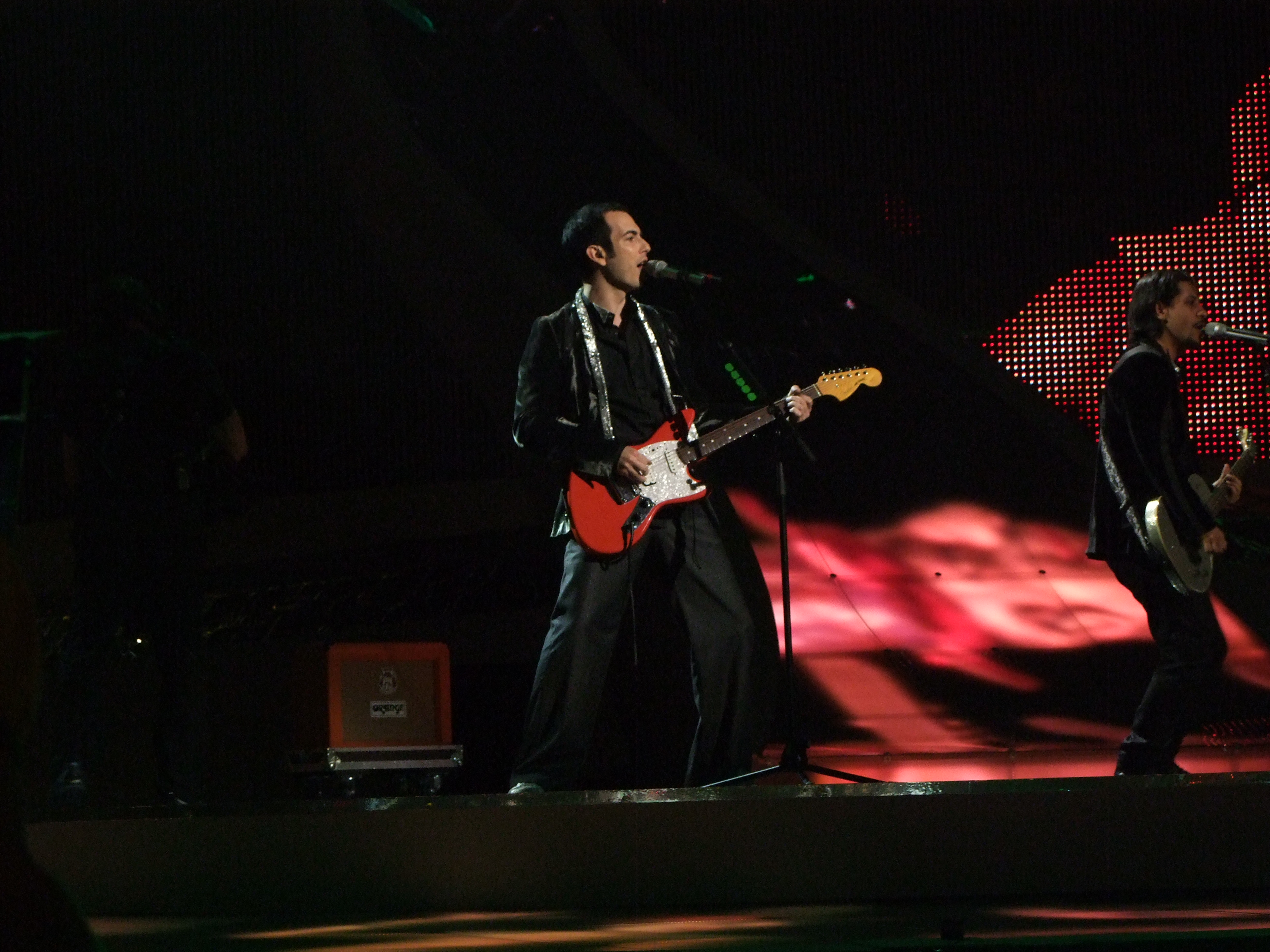
Mor ve Ötesi i Belgrad 2008.

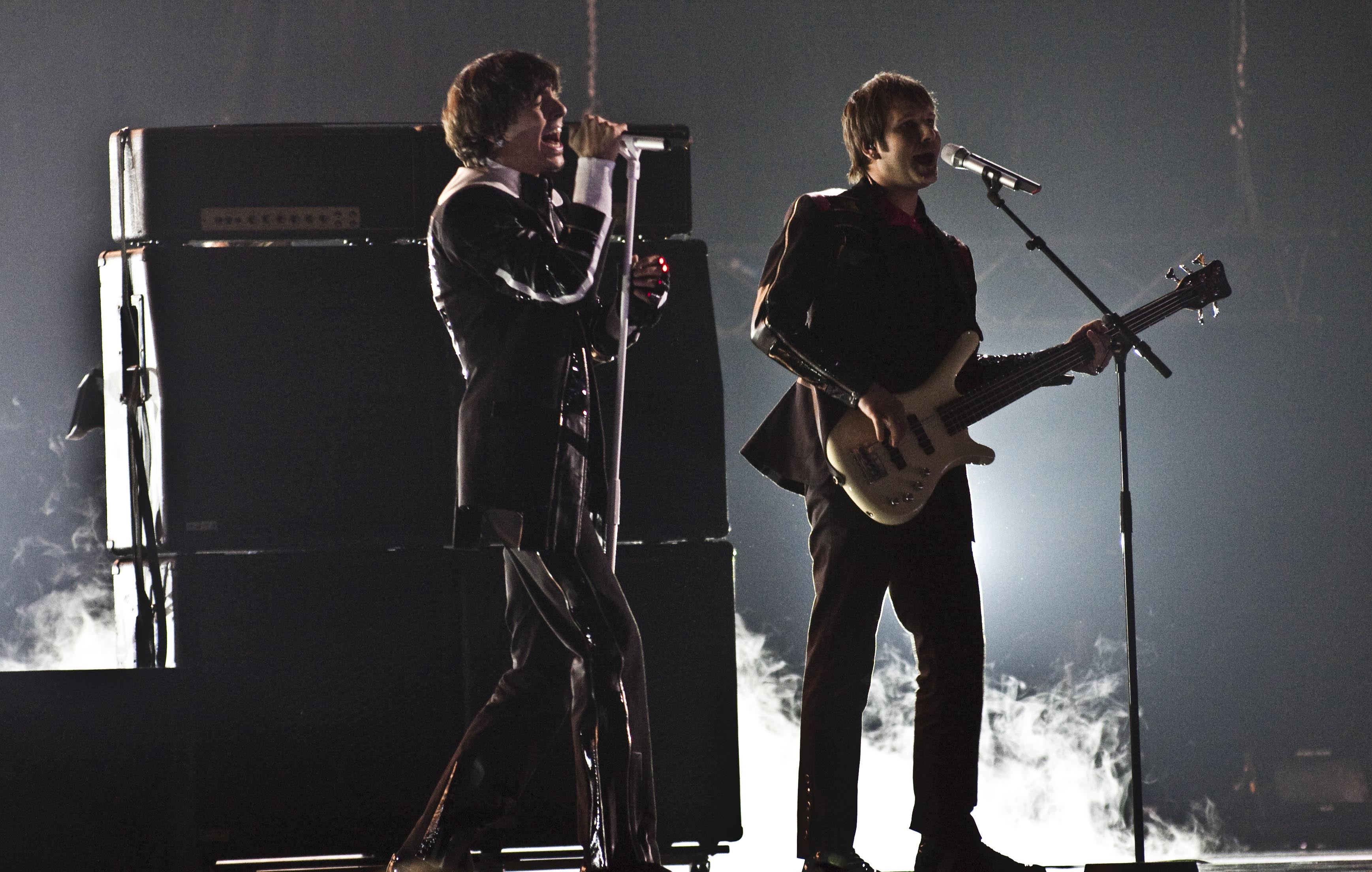
maNga i Oslo 2010.

Turkiet debuterade i Eurovision Song Contest 1975 och har till och med 2012 deltagit 34 gånger. Det turkiska tv-bolaget Türkiye Radyo Televizyon Kurumu (TRT) har ansvarat för Turkiets medverkan varje år sedan 1975. Turkiet har genom åren varierat sitt sätt att utse artisten och bidraget, antingen genom internval eller en nationell tävling.
Turkiet har hittills stått som segrare i tävlingen en gång; 2003. Förutom segern har Turkiet stått på pallplats vid ytterligare två tillfällen; en andraplats (2010) och en tredje plats (1997).

## Turkiet i Eurovision Song Contest[1]

### Historia
Turkiet debuterade i tävlingen 1975 då den hölls i Stockholm, Sverige. Debutåret blev dock ett misslyckande där Turkiet kom sist, med tre poäng som man fick av Monaco. Som en protest mot att Turkiet ställde upp i tävlingen valde Grekland att hoppa av tävlingen på grund av den turkiska invasionen av Cypern året innan. Grekland ställde upp i tävlingen året därpå, medan Turkiet vägrade ställa upp då Grekland skulle vara med i tävlingen. Turkiet kom tillbaka till tävlingen 1978, trots att Grekland också var med. Turkiet skulle till en början varit med i tävlingen 1979 i Jerusalem. Turkiet hade valt ut bidraget Seviyorum med Maria Rita Epik & 21, men tvingades dra sig ur tävlan på grund av påtryckningar från arabiska stater som motsatte sig att ett framträdande muslimskt land skulle tävla i Israel. Turkiet deltog i tävlingen samtliga åren 1980–1993. Trots att man under denna perioden skickade flera välkända artister och musikgrupper (Ajda Pekkan, MFÖ, Kayahan Açar och Aylin Vatankoş) lyckades landet inte få några bra placeringar. Som bäst slutade man på nionde plats i Bergen 1986, vilket var Turkiets första topp tio-placering och bästa resultat som skulle hålla i elva år. 1983 och 1987 kom man sist i finalen och blev dessutom poänglöst. Båda bidragen bjöd dock på minnesvärda låtstilar och scener, 1983 representerades landet av Çetin Alp & The Short wave, som med sin låt Opera innehöll toner av både opera och dixieland. 1987 representerades landet av Seyyal Taner & Lokomotif med låten Şarkım Sevgi Üstüne. Låten innehöll mycket snabb koreografi – så snabb att Seyyal höll på att kollidera med ena gitarristen i mitten av sången. Låten hade på förhand fått en överkryssad geting av Expressen. Turkiet uteblev från tävlingen 1994 på grund av att man hamnat på en dålig placering året innan. De dåvarande tävlingsreglerna innebar att länder som placerade sig sämre ett år fick avstå medverkan året därpå för att kunna göra plats åt andra länder som hade fått avstå året innan att delta. 1994 var dock det enda året detta skedde. Şebnem Paker representerade landet i Oslo 1996 och slutade på tolfte plats i finalen. Året därpå i Dublin kom hon tillbaka med musikgruppen Etnic Grup, med låten Dinle lyckades bidraget nå tredje platsen vilket var Turkiets första pallplats och bästa resultat dittills i tävlingen. 
Första gången Turkiet sjöng på engelska, 2003, vann landet tävlingen med Sertab Ereners Everyway That I Can. Turkiet vann efter en mycket spännande röstningsomgång med tre poängs försprång före Belgien. Segern innebar att Turkiet fick arrangera tävlingen 2004 som hölls i Istanbul. Det året hade tävlingen expanderats och en semifinal hade införts. Som värdland slutade landet på fjärde plats i finalen. Efter segern och värdskapet för tävlingen började Turkiet bli mer framgångsrikt i tävlingen och levererade fram till 2010 bra resultat i finalerna. Tack vare att man kommit på fjärde plats i finalen 2004 var Turkiet direktkvalificerade till finalen 2005. Enligt dåvarande system direktkvalificerade sig samtliga topp tio länder till finalen året därpå. Både 2005 och 2006 hamnade Turkiet utanför topp tio vilket ledde till att man behövde vara i semifinalen åren därpå. Trots att man kom på fjärde platsen i finalen 2007 valde EBU året efter att införa systemet med två semifinaler i tävlingen vilket nu gjorde att alla länder förutom The Big Five behövde vara i semifinalen. Turkiet hamnade på sjunde plats 2008 och fjärde plats 2009. 2010 kom Turkiet på andra plats i finalen med rockgruppen maNga i Turkiets bästa placering sedan segern 2003. När man året efter gjorde ett nytt försök med rockmusik gick det dock inte bra, Turkiet misslyckades med att nå finalen för första gången och slutade åtta poäng från att nå finalplatsen. 2012 kom man tillbaka till finalen och slutade på sjunde plats i Baku.
2013 valde Turkiet att inte skicka någon representant till tävlingen. Sedan dess har Turkiet inte deltagit i tävlingen och istället ägnat sig åt en egen sångtävling vid namnet Türkvizyon Song Contest där även andra turkisktalande/kulturella länder ingår i tävlingen. Tävlingen hölls dock endast åren 2013–2015 och 2020. Anledningarna till att Turkiet inte deltar är flera. Det nationella TV bolaget TRT uppger att man är missnöjd med tävlingens nuvarande röstningsupplägg då det är 50/50 mellan jury och tittarröster i tävlingen som gäller. Ägaren av TRT,  İbrahim Eren, uppgav att landet bojkottar tävlingen också med anledning av Conchita Wursts medverkan och seger  i tävlingen 2014, då han anser att det är olämpligt att ha en sådan representant i tävlingen.

### Nationell uttagningsform
Turkiet har genom åren man deltagit varierat sitt sätt att utse representanten och låten, antingen genom internval eller en nationell uttagning. När det gäller nationella tävlingar har upplägget varit en final med olika antalet bidrag från år till år. 

## Resultattabell
| 1 | Vinnare                            |
| 2 | Andra plats                        |
| 3 | Tredje plats                       |
| ◁ | Sista plats                        |
| X | Ett bidrag valdes men tävlade inte |

| År                               | Artist                                       | Bidrag                          | Språk              | Final              | Poäng              | Semi               | Poäng              |
| -------------------------------- | -------------------------------------------- | ------------------------------- | ------------------ | ------------------ | ------------------ | ------------------ | ------------------ |
| 1975                             | Semiha Yankı                                 | Seninle bir dakika              | Turkiska           | 19                 | 3                  | Inga semifinaler   | Inga semifinaler   |
| Deltog inte mellan 1976 och 1977 |                                              |                                 |                    |                    |                    |                    |                    |
| 1978                             | Nazar                                        | Sevinçe                         | Turkiska           | 18                 | 2                  | Inga semifinaler   | Inga semifinaler   |
| 1979                             | Maria Rita Epik & 21                         | Seviyorum                       | Turkiska           | Drog sig ur        | Drog sig ur        | Inga semifinaler   | Inga semifinaler   |
| 1980                             | Ajda Pekkan                                  | Petr'Oil                        | Turkiska           | 15                 | 23                 | Inga semifinaler   | Inga semifinaler   |
| 1981                             | Modern folk trio & Ayşegül Aldinç            | Dönme dolap                     | Turkiska           | 18                 | 9                  | Inga semifinaler   | Inga semifinaler   |
| 1982                             | Neço                                         | Hani                            | Turkiska           | 15                 | 20                 | Inga semifinaler   | Inga semifinaler   |
| 1983                             | Çetin Alp & The Short wave                   | Opera                           | Turkiska           | 20                 | 0                  | Inga semifinaler   | Inga semifinaler   |
| 1984                             | Beş Yıl Önce On Yıl Sonra                    | Halay                           | Turkiska           | 12                 | 37                 | Inga semifinaler   | Inga semifinaler   |
| 1985                             | MFÖ                                          | Di dai di dai dai (a'sik oldum) | Turkiska           | 14                 | 36                 | Inga semifinaler   | Inga semifinaler   |
| 1986                             | Klips ve Onlar                               | Halley                          | Turkiska           | 9                  | 53                 | Inga semifinaler   | Inga semifinaler   |
| 1987                             | Seyyal Taner & Lokomotif                     | Şarkım Sevgi Üstüne             | Turkiska           | 22                 | 0                  | Inga semifinaler   | Inga semifinaler   |
| 1988                             | MFÖ                                          | Sufi (hey ya hey)               | Turkiska           | 15                 | 37                 | Inga semifinaler   | Inga semifinaler   |
| 1989                             | Pan                                          | Bana bana                       | Turkiska           | 21                 | 5                  | Inga semifinaler   | Inga semifinaler   |
| 1990                             | Kayahan Açar                                 | Gözlerinin hapsindeyim          | Turkiska           | 17                 | 21                 | Inga semifinaler   | Inga semifinaler   |
| 1991                             | Izel Çeliköz, Rayhan Soykarçi & Can Ugurluér | Iki dakika                      | Turkiska           | 12                 | 44                 | Inga semifinaler   | Inga semifinaler   |
| 1992                             | Aylin Vatankoş                               | Yaz bitti                       | Turkiska           | 19                 | 17                 | Inga semifinaler   | Inga semifinaler   |
| 1993                             | Burak Aydos & Serter & Baybora Öztürk        | Esmer yarim                     | Turkiska           | 21                 | 10                 | Inga semifinaler   | Inga semifinaler   |
| Deltog inte 1994                 |                                              |                                 |                    |                    |                    |                    |                    |
| 1995                             | Arzu Ece                                     | Sev!                            | Turkiska           | 16                 | 21                 | Inga semifinaler   | Inga semifinaler   |
| 1996                             | Şebnem Paker                                 | Besinçi mevsim                  | Turkiska           | 12                 | 57                 | 7                  | 69                 |
| 1997                             | Şebnem Paker & Etnic grup                    | Dinle                           | Turkiska           | 3                  | 121                | Inga semifinaler   | Inga semifinaler   |
| 1998                             | Tüzmen                                       | Unutamazsin                     | Turkiska           | 14                 | 25                 | Inga semifinaler   | Inga semifinaler   |
| 1999                             | Tuba Önal & grup Mystik                      | Dön artik                       | Turkiska           | 16                 | 21                 | Inga semifinaler   | Inga semifinaler   |
| 2000                             | Pınar Ayhan & The S.O.S.                     | Yorgunum anla                   | Turkiska, engelska | 10                 | 59                 | Inga semifinaler   | Inga semifinaler   |
| 2001                             | Sedat Yüce                                   | Sevgiliye son                   | Turkiska, engelska | 11                 | 41                 | Inga semifinaler   | Inga semifinaler   |
| 2002                             | Buket Bengisu & Saphire                      | Leylaklar soldu kalbinde        | Turkiska, engelska | 16                 | 29                 | Inga semifinaler   | Inga semifinaler   |
| 2003                             | Sertab Erener                                | Everyway That I Can             | Engelska           | 1                  | 167                | Inga semifinaler   | Inga semifinaler   |
| 2004                             | Athena                                       | For Real                        | Engelska           | 4                  | 195                | Direktkvalificerad | Direktkvalificerad |
| 2005                             | Gülseren                                     | Rimi Rimi Ley                   | Turkiska           | 13                 | 92                 | Direktkvalificerad | Direktkvalificerad |
| 2006                             | Sibel Tüzün                                  | Süper Star                      | Turkiska           | 11                 | 91                 | 8                  | 91                 |
| 2007                             | Kenan Doğulu                                 | Shake It Up şekerim             | Engelska           | 4                  | 163                | 3                  | 197                |
| 2008                             | Mor ve Ötesi                                 | Deli                            | Turkiska           | 7                  | 137                | 7                  | 85                 |
| 2009                             | Hadise                                       | Düm Tek Tek                     | Engelska           | 4                  | 177                | 2                  | 172                |
| 2010                             | maNga                                        | We Could Be the Same            | Engelska           | 2                  | 170                | 1                  | 118                |
| 2011                             | Yüksek Sadakat                               | Live It Up                      | Engelska           | Kvalificerade inte | Kvalificerade inte | 13                 | 47                 |
| 2012                             | Can Bonomo                                   | Love Me Back                    | Engelska           | 7                  | 112                | 5                  | 80                 |
| Deltar inte sedan 2013           |                                              |                                 |                    |                    |                    |                    |                    |